# Võ Cẩm Tú
Võ Cẩm Tú sinh năm 1978, từng là ca sĩ của Đoàn Nghệ thuật Binh chủng Tăng thiết giáp. Võ Cẩm Tú được phong Nghệ sĩ ưu tú năm 2019.  Hiện chị là ca sĩ chuyên dòng nhạc dân gian tại Nhà hát Đài Tiếng nói Việt Nam.

## Album nhạc
- Câu hát quê hương
- Tình đất
- Ngọt ngào khúc hát miền Trung

## Giải thưởng[2]
- HCV trong cuộc thi Tiếng hát Học sinh – Sinh viên toàn quốc 1994.
- Á khoa Thi vào Trường Cao đẳng Nghệ thuật Quân đội.
- HCV Hội diễn toàn quốc và toàn quân năm 2001, 2003
- Giải ba Tiếng hát hay Hà Nội,
- Giải ba Sao Mai 2005...